# Segunda División de Venezuela 2009-10
La Temporada 2009-10 del Fútbol profesional Venezolano de la Segunda División de Venezuela inicio el 23 de agosto de 2009 con la participación de 17 equipos.

## Sistema de competición
Los ganadores de los torneos Apertura 2009 y Clausura 2010 obtienen cupo directo a la Primera División de Venezuela del 2010/2011.
Los dos últimos equipos posicionados en la Tabla Acumulada de la Temporada 2009/10 descienden a la Segunda División B de Venezuela.

## Cambios en la temporada 2009/10

### Intercambios entre la Primera División y la Segunda División
Ascienden a la Primera División:
- SD Centro Ítalo
- Real Esppor Club (1)
- Trujillanos FC  (2)
- Yaracuyanos FC  (3)

Descienden a la Segunda División:
- Unión Atlético Maracaibo
- Minervén Bolívar Fútbol Club
- Estrella Roja FC
- Portuguesa Fútbol Club

(1) Asciende luego de fusionarse con el Unión Atlético Trujillo.

(2) Invitado a jugar la Primera División por parte de la FVF.

(3) Compra el cupo del Unión Atlético Maracaibo.

### Intercambios entre la Segunda División y la Segunda División B
Ascienden a la Segunda División:
- Unión Atlético San Antonio
- Fundación Cesarger FC

Descienden a la Segunda División B:
- UCLA FC
- Baralt FC

### Otros cambios
- Lara FC nace luego de la fusión de los equipos larenses: Policía de Lara FC, Unión Lara FC y UCLA FC; ocupando el cupo de Policía de Lara.[4]
- Unefa CF cambia su nombre a Atlético Venezuela.[5]
- Club Deportivo San Antonio, jugará por el Unión Lara FC.[6]
- Atlético Varyná CF es mudado a la ciudad de Puerto La Cruz[7] y cambia su nombre a Atlético Nacional de Puerto La Cruz[6]
- Caroní FC adquirió el cupo del Atlético Orinoco.[8]
- Angostura FC, que intercambió el cupo con el descendido Minervén Bolívar Fútbol Club.[8]
- Tucanes de Amazonas es invitado a participar por la FVF.

## Equipos participantes
Los equipos participantes en la Temporada 2009/10 de la Segunda División del Fútbol Venezolano son los siguientes:

### Equipos participantes 2009/10
| Club                       | Ciudad                  | Entrenador          | Estadio                       | Aforo  |
| -------------------------- | ----------------------- | ------------------- | ----------------------------- | ------ |
| Angostura FC               | Puerto Ordaz            | Horacio Matuszyck   | CTE Cachamay                  | 41.600 |
| Caroní FC                  | Puerto Ordaz            | Del Valle Rojas     | CTE Cachamay                  | 41.600 |
| Atlético Nacional          | Puerto La Cruz          | Bandera de ?        | Andrés Eloy Blanco            |        |
| Atlético Piar              | Aragua de Maturín       | José Natera         | Estadio José Rafael Leonett   |        |
| Atlético Venezuela         | Caracas                 | Rodrigo Piñón       | Brígido Iriarte               | 12.000 |
| Caracas FC B               | Caracas                 | Jorge Giraldo       | Cocodrilos Sports Park        | 3.500  |
| Club Deportivo San Antonio | San Antonio del Táchira | Juan Carlos Díaz    | Estadio Pedro Chávez          |        |
| Deportivo Barinas          | Barinas                 | Julio Quintero      | Reinaldo Melo                 | 10.000 |
| Estrella Roja              | Caracas                 | Ruben Socorro       | Brígido Iriarte               | 12.000 |
| Fundación Cesarger FC      | Cumaná                  | Andrés Ferrer       | Polideportivo Félix Velásquez | 5.000  |
| Hermandad Gallega FC       | Valencia                | Carlos Mieres       | Club Hermandad Gallega        |        |
| Lara FC                    | Barquisimeto            | Edgar Torrealba     | Metropolitano de Cabudare     | 40.312 |
| Portuguesa FC              | Araure                  | José Luis Jiménez   | Estadio José Antonio Páez     | 8.000  |
| Tucanes de Amazonas        | Puerto Ayacucho         | Willmer Ceballo     | Estadio Antonio José de Sucre | 10.000 |
| UCV FC                     | Caracas                 | Ricardo Campos      | Olímpico de la UCV            | 23.000 |
| UA Maracaibo               | Maracaibo               | Álvaro Valencia     | Pepino Acosta                 | 5.000  |
| Unión Atlético San Antonio | San Juan de Colón       | José Luis Dolguetta | Cancha de Colón               | 8.000  |

## Torneo Apertura
El Torneo Apertura 2009 fue el primer torneo de la Temporada 2009/10 en la Segunda División de Venezuela.

### Clasificación
|    | Equipo                | JJ | JG | JE | JP | GF | GC | PTS | DG  |
| -- | --------------------- | -- | -- | -- | -- | -- | -- | --- | --- |
| 1  | Caracas FC B (a)      | 16 | 12 | 3  | 1  | 44 | 18 | 39  | +26 |
| 2  | Caroní FC (b)         | 16 | 10 | 3  | 3  | 24 | 8  | 33  | +14 |
| 3  | UA San Antonio (c)    | 15 | 10 | 3  | 2  | 29 | 23 | 33  | +10 |
| 4  | Deportivo Barinas     | 16 | 9  | 4  | 3  | 34 | 17 | 31  | +17 |
| 5  | Lara FC               | 16 | 8  | 5  | 3  | 30 | 15 | 29  | +15 |
| 6  | Estrella Roja FC      | 16 | 7  | 5  | 4  | 26 | 17 | 26  | +9  |
| 7  | Portuguesa FC         | 16 | 6  | 7  | 3  | 23 | 14 | 25  | +9  |
| 8  | UCV FC                | 15 | 7  | 4  | 4  | 22 | 20 | 25  | +2  |
| 9  | Atlético Venezuela    | 16 | 6  | 6  | 4  | 19 | 13 | 24  | +6  |
| 10 | CD San Antonio        | 16 | 7  | 2  | 7  | 29 | 22 | 23  | +7  |
| 11 | UA Maracaibo          | 16 | 4  | 5  | 7  | 24 | 32 | 17  | -8  |
| 12 | Fundación Cesarger FC | 16 | 3  | 4  | 9  | 17 | 32 | 13  | -15 |
| 13 | Angostura FC          | 16 | 3  | 4  | 9  | 14 | 25 | 13  | -11 |
| 14 | Atlético Nacional     | 16 | 3  | 2  | 11 | 22 | 32 | 11  | -15 |
| 15 | Tucanes de Amazonas   | 16 | 2  | 4  | 10 | 15 | 29 | 10  | -14 |
| 16 | Hermandad Gallega FC  | 16 | 3  | 1  | 12 | 14 | 34 | 10  | -20 |
| 17 | UA Píar               | 16 | 2  | 4  | 10 | 11 | 36 | 10  | -25 |

a) Campeón del Apertura 2009 (no asciende por ser equipo filial)

b) Asciende a la Primera División para la temporada 2010/2011

c) Por Sanción Deportiva del Consejo de Honor de la FVF perdió la categoría
Leyenda: JJ (Juegos jugados), JG (Juegos Ganados), JE (Juegos Empatados), JG (Juegos Perdidos), GF (Goles a Favor), GC (Goles en Contra), PTS (Puntos), DG (Diferencia de Goles).
Última actualización: 15 de diciembre de 2009

Fuente:  Archivado el 17 de noviembre de 2009 en Wayback Machine.

### Tabla de goleadores
Lista de los principales goleadores del Torneo Apertura de Segunda División:
| Posición | Jugador              | Equipo            | Goles |
| -------- | -------------------- | ----------------- | ----- |
| 1        | Jansse Pérez         | Atlético Nacional | 11    |
| 2        | Anthony Uribe        | Caracas FC B      | 8     |
| 2        | Gilson Salazar       | Caracas FC B      | 8     |
| 4        | Jhon Ramírez         | Lara FC           | 7     |
| 4        | Jorge Sandino Ripley | Lara FC           | 7     |
| 6        | Luilly García        | Deportivo Barinas | 6     |
| 6        | Herlyn Cuica         | Deportivo Barinas | 6     |

Última actualización: 2 de diciembre de 2009
Fuente: 

## Torneo Clausura
El Torneo Clausura 2010 segundo torneo de la Temporada 2009/10 en la Segunda División de Venezuela.

### Clasificación
|    | Equipo                         | JJ | JG | JE | JP | GF | GC | DG  | PTS |
| -- | ------------------------------ | -- | -- | -- | -- | -- | -- | --- | --- |
| 1  | Atlético Venezuela             | 15 | 11 | 2  | 2  | 28 | 10 | +18 | 35  |
| 2  | Caracas FC B                   | 15 | 10 | 5  | 0  | 30 | 13 | +17 | 35  |
| 3  | Angostura FC                   | 15 | 10 | 3  | 2  | 38 | 16 | +16 | 33  |
| 4  | Lara FC                        | 15 | 10 | 4  | 1  | 26 | 14 | +12 | 31  |
| 5  | UCV FC                         | 15 | 8  | 2  | 5  | 30 | 22 | +8  | 26  |
| 6  | Tucanes de Amazonas            | 15 | 7  | 3  | 5  | 29 | 16 | +13 | 24  |
| 7  | Portuguesa FC                  | 15 | 6  | 6  | 3  | 25 | 17 | +8  | 24  |
| 8  | CD San Antonio                 | 15 | 6  | 2  | 7  | 21 | 20 | +1  | 20  |
| 9  | Unión Atlético Maracaibo       | 15 | 5  | 3  | 7  | 25 | 25 | 0   | 18  |
| 10 | Fundación Cesarger FC          | 15 | 5  | 3  | 7  | 18 | 25 | -7  | 18  |
| 11 | Atlético Piar                  | 15 | 3  | 8  | 4  | 21 | 20 | +1  | 17  |
| 12 | Caroní FC                      | 15 | 4  | 3  | 8  | 20 | 23 | -3  | 15  |
| 13 | Deportivo Barinas              | 15 | 3  | 6  | 6  | 22 | 26 | -4  | 15  |
| 14 | Estrella Roja FC               | 15 | 2  | 5  | 8  | 12 | 25 | -13 | 11  |
| 15 | Hermandad Gallega FC           | 15 | 2  | 2  | 11 | 15 | 42 | -27 | 8   |
| 16 | Atlético Nacional              | 15 | 1  | 0  | 14 | 15 | 61 | -46 | 3   |
| 17 | Unión Atlético San Antonio (*) | 0  | 0  | 0  | 0  | 0  | 0  | 0   | 0   |

(*) El club fue descendido a la Segunda división "B"

Leyenda: PTS (Puntos), JJ (Juegos jugados), JG (Juegos Ganados), JE (Juegos Empatados), JG (Juegos Perdidos), GF (Goles a Favor), GC (Goles en Contra), DG (Diferencia de Goles).
Fuente: 

## Final
|                                                                                                | Caracas FC "B" | 0:0 | Atlético Venezuela | Cocodrilo Sport Park, Caracas |  |
| Partido único celebrado en terreno neutral. Atlético Venezuela gana en la tanda de penales 6-5 |                |     |                    |                               |  |

Fuente (capítulo 48): Normas Reguladoras 09-10
Atlético Venezuela

Campeón

## Acumulada
La Tabla acumulada definirá a los dos equipos que descienden de división para la temporada 2010/11.
| Pos | Equipo                     | Pts | JJ | JG | JE | JP | GF | GC | Dif | Competición            |  |
| --- | -------------------------- | --- | -- | -- | -- | -- | -- | -- | --- | ---------------------- |  |
| 1   | Caracas FC B               | 71  | 30 | 21 | 8  | 1  | 72 | 30 | +42 |                        |  |
| 2   | Lara FC                    | 57  | 30 | 17 | 6  | 7  | 53 | 28 | +25 |                        |  |
| 3   | Atlético Venezuela         | 56  | 30 | 16 | 8  | 6  | 41 | 23 | +18 |                        |  |
| 4   | Portuguesa FC              | 48  | 30 | 12 | 12 | 6  | 47 | 30 | +17 |                        |  |
| 5   | Caroní Fútbol Club         | 48  | 30 | 14 | 6  | 10 | 43 | 28 | +15 |                        |  |
| 6   | UCV FC                     | 48  | 29 | 14 | 6  | 9  | 47 | 41 | +6  |                        |  |
| 7   | Deportivo Barinas          | 46  | 30 | 12 | 10 | 8  | 56 | 41 | +15 |                        |  |
| 8   | Club Deportivo San Antonio | 40  | 30 | 12 | 4  | 14 | 47 | 41 | +6  |                        |  |
| 9   | Estrella Roja FC           | 37  | 30 | 9  | 10 | 11 | 38 | 42 | -4  |                        |  |
| 10  | Unión Atlético Maracaibo   | 35  | 30 | 9  | 8  | 13 | 48 | 54 | -6  |                        |  |
| 11  | Angostura FC               | 33  | 30 | 12 | 7  | 11 | 50 | 40 | +10 |                        |  |
| 12  | Unión Atlético San Antonio | 33  | 15 | 10 | 3  | 2  | 29 | 23 | +6  |                        |  |
| 13  | Tucanes de Amazonas        | 31  | 30 | 8  | 7  | 15 | 41 | 46 | -5  |                        |  |
| 14  | Fundación Cesarger FC      | 30  | 30 | 8  | 6  | 16 | 34 | 56 | -22 |                        |  |
| 15  | Unión Atlético Píar        | 27  | 30 | 5  | 12 | 13 | 31 | 54 | -23 |                        |  |
| 16  | Hermandad Gallega FC       | 18  | 30 | 5  | 3  | 22 | 29 | 74 | -45 | Descienden a Segunda B |  |
| 17  | Atlético Nacional          | 14  | 29 | 4  | 2  | 23 | 36 | 82 | -56 | Descienden a Segunda B |  |

Leyenda: PTS (Puntos), JJ (Juegos jugados), JG (Juegos Ganados), JE (Juegos Empatados), JG (Juegos Perdidos), GF (Goles a Favor), GC (Goles en Contra), DG (Diferencia de Goles).
|  |                                                 |
|  | Cupo Directo a la Primera División de Venezuela |
|  | Desciende a la Segunda B                        |

## Resultados
Resultados oficiales del Torneo Apertura (A) y el Torneo Clausura (C) de la Segunda División Venezolana de Fútbol 2009/10. Las filas corresponden a los juegos de local mientras que las columnas corresponden a los juegos de visitante de cada uno de los equipos.
| 2009/10                  | ANG     | ANPL    | AV      | CCS     | CAR     | CDSA    | DB      | ER      | FC      | HG      | LAR     | POR     | TUC     | UAM     | UAP     | UASA    | UCV     |
| Angostura FC             |         | 0-0 (A) | 0-1 (A) | 3-3 (C) | 3-3 (C) | 2-0 (C) | 2-1 (A) | 0-2 (A) | 6-1 (C) | 2-3 (A) | 0-1 (A) | 3-0 (C) | 1-1 (C) | 1-2 (A) | 2-1 (C) | ND (C)  | 2-1 (C) |
| Atlético Nacional        | 0-5 (C) |         | 0-3 (A) | 2-3 (A) | 1-3 (C) | 1-3 (C) | 1-5 (A) | 2-5 (A) | 1-3 (C) | 2-1 (A) | 0-3 (C) | 0-2 (C) | 3-2 (A) | 2-8 (C) | 1-5 (C) | 2-4 (A) | 1-3 (C) |
| Atlético Venezuela       | 2-2 (C) | 6-0 (C) |         | 0-0 (A) | 1-2 (C) | 2-0 (C) | 1-3 (A) | 1-1 (A) | 1-0 (C) | 4-0 (A) | 1-0 (C) | 4-3 (C) | 1-0 (A) | 1-0 (C) | 2-0 (C) | 2-2 (A) | 1-1 (A) |
| Caracas FC B             | 2-1 (A) | 5-2 (C) | 1-1 (C) |         | 0-0 (A) | 4-3 (A) | 3-0 (C) | 2-2 (C) | 3-1 (A) | 3-2 (C) | 1-0 (C) | 1-1 (A) | 6-1 (A) | 3-1 (C) | 7-1 (A) | 4-0 (A) | 3-1 (A) |
| Caroní FC                | 2-0 (A) | 1-0 (A) | 0-0 (A) | 1-2 (C) |         | 4-0 (A) | 2-2 (C) | 2-0 (C) | 4-2 (A) | 0-1 (C) | 1-2 (A) | 2-0 (A) | 0-1 (C) | 3-0 (A) | 1-0 (A) | ND (C)  | 3-1 (C) |
| CD San Antonio           | 2-2 (A) | 5-3 (A) | 2-1 (A) | 3-1 (C) | 3-1 (C) |         | 1-1 (C) | 1-0 (C) | 3-0 (A) | 4-0 (C) | 0-1 (A) | 0-0 (A) | 2-1 (C) | 3-0 (A) | 3-0 (A) | ND (C)  | 1-2 (C) |
| Deportivo Barinas        | 3-1 (C) | 3-4 (C) | 0-1 (C) | 3-1 (A) | 3-1 (A) | 1-0 (A) |         | 1-1 (C) | 5-1 (A) | 2-0 (C) | 3-2 (C) | 2-2 (A) | 2-1 (A) | 3-3 (C) | 2-0 (A) | 0-0 (A) | 2-0 (A) |
| Estrella Roja FC         | 0-1 (C) | 3-1 (C) | 2-1 (C) | 1-2 (A) | 1-0 (A) | 2-0 (A) | 2-2 (A) |         | 2-2 (C) | 3-2 (A) | 1-2 (C) | 1-2 (A) | 2-0 (A) | 1-0 (C) | 1-1 (C) | 0-1 (A) | 0-2 (A) |
| Fundación Cesarger       | 1-2 (A) | 1-1 (A) | 1-0 (A) | 0-3 (C) | 2-1 (C) | 2-1 (C) | 1-0 (C) | 1-1 (A) |         | 2-2 (A) | 0-0 (A) | 1-1 (C) | 2-3 (C) | 2-1 (A) | 3-1 (A) | ND (C)  | 0-1 (C) |
| Hermandad Gallega FC     | 0-5 (C) | 4-1 (C) | 0-1 (C) | 0-2 (A) | 0-1 (A) | 0-2 (A) | 3-2 (A) | 1-1 (C) | 2-3 (C) |         | 2-4 (C) | 0-1 (A) | 1-0 (A) | 0-1 (C) | 3-3 (C) | 1-2 (A) | 1-2 (A) |
| Lara FC                  | 2-1 (C) | 5-2 (A) | 2-0 (A) | 2-3 (A) | 1-0 (C) | 2-0 (C) | 0-0 (A) | 1-1 (A) | 1-0 (C) | 3-0 (A) |         | 1-2 (C) | 2-0 (A) | 3-1 (C) | 2-0 (C) | 2-3 (A) | 2-2 (C) |
| Portuguesa FC            | 1-1 (A) | 2-0 (A) | 0-0 (A) | 0-0 (C) | 3-1 (C) | 2-2 (C) | 0-0 (C) | 3-0 (C) | 3-1 (A) | 4-0 (C) | 1-1 (A) |         | 2-2 (C) | 1-0 (A) | 6-0 (A) | ND (C)  | 2-1 (C) |
| Tucanes de Amazonas      | 0-1 (A) | 3-0 (A) | 2-1 (C) | 1-2 (C) | 0-0 (A) | 1-0 (A) | 0-2 (C) | 3-0 (C) | 2-0 (A) | 7-0 (C) | 0-1 (C) | 1-1 (A) |         | 3-3 (A) | 2-4 (A) | 1-2 (A) | 1-1 (A) |
| Unión Atlético Maracaibo | 1-2 (C) | 1-0 (A) | 1-3 (A) | 1-4 (A) | 1-1 (C) | 2-1 (C) | 2-1 (A) | 1-4 (A) | 2-1 (C) | 5-0 (A) | 1-1 (A) | 1-1 (C) | 2-1 (C) |         | 0-2 (C) | ND (C)  | 2-3 (C) |
| Unión Atlético Píar      | 1-1 (A) | 1-2 (A) | 0-1 (A) | 0-0 (C) | 2-2 (C) | 1-2 (C) | 1-1 (C) | 0-0 (A) | 0-0 (C) | 1-0 (A) | 1-6 (A) | 1-0 (C) | 1-1 (C) | 0-0 (A) |         | ND (C)  | 3-3 (C) |
| UA San Antonio           | 3-0 (A) | ND (C)  | ND (C)  | ND (C)  | 1-0 (A) | 3-2 (A) | 0-3 (A) | ND (C)  | 2-0 (A) | ND (C)  | ND (C)  | 2-1 (A) | ND (C)  | 3-3 (A) | 2-1 (A) |         | n/p (A) |
| UCV FC                   | 3-0 (A) | 3-2 (A) | 0-1 (C) | 0-1 (C) | 0-1 (A) | 0-4 (A) | 4-3 (C) | 2-0 (C) | 2-1 (A) | 3-0 (C) | 2-1 (C) | 2-1 (A) | 2-1 (C) | 3-3 (A) | 0-0 (A) | ND (C)  |         |
|                          | ANG     | ANPL    | AV      | CCS     | CAR     | CDSA    | DB      | ER      | FC      | HG      | LAR     | POR     | TUC     | UAM     | UAP     | UASA    | UCV     |

Resultados: azul corresponden a victoria del equipo local, rojo a victoria visitante y amarillo a empate. Verde corresponde a triunfo por inasistencia del rival

ND= No se disputó por la sanción del UA San Antonio

Actualizado hasta la jornada 5 disputada en su mayoría entre el sábado 20 de febrero y el domingo 21 de febrero de 2010

Fuente:FVF